# Pachylemur
Pachylemur is een uitgestorven primatengeslacht uit de familie Lemuridae (maki's), dat tot ongeveer 500 jaar geleden op Madagaskar voorkwam.

## Kenmerken
Het lichaam vertoont veel overeenkomsten met dat van de vari's en vaak worden deze dieren in hetzelfde geslacht (Varecia) ingedeeld. De kop was echter iets groter en breder. De ledematen waren iets robuuster gebouwd, hetgeen op een sterke, terrestrisch leefwijze duidt. Het gewicht zal rond de 8 tot 10 kg zijn geweest.

## Leefwijze
Het voedsel bestond waarschijnlijk uit vruchten en eventueel uit hard plantaardig materiaal.

## Vondsten
De fossielen van twee soorten, P. insignis en P. jullyi, werden gevonden in noordelijk, centraal en zuidoostelijk Madagaskar en kunnen worden gedateerd tussen de 1000 en 2000 jaar oud. De periode van uitsterven is niet exact bekend, maar men vermoedt, dat deze dieren tot 500 jaar geleden nog hebben geleefd. Tijdens het televisieprogramma Extinct or Alive op Discovery Channel wordt een schedel gevonden dat nog geen 500 jaar oud is.

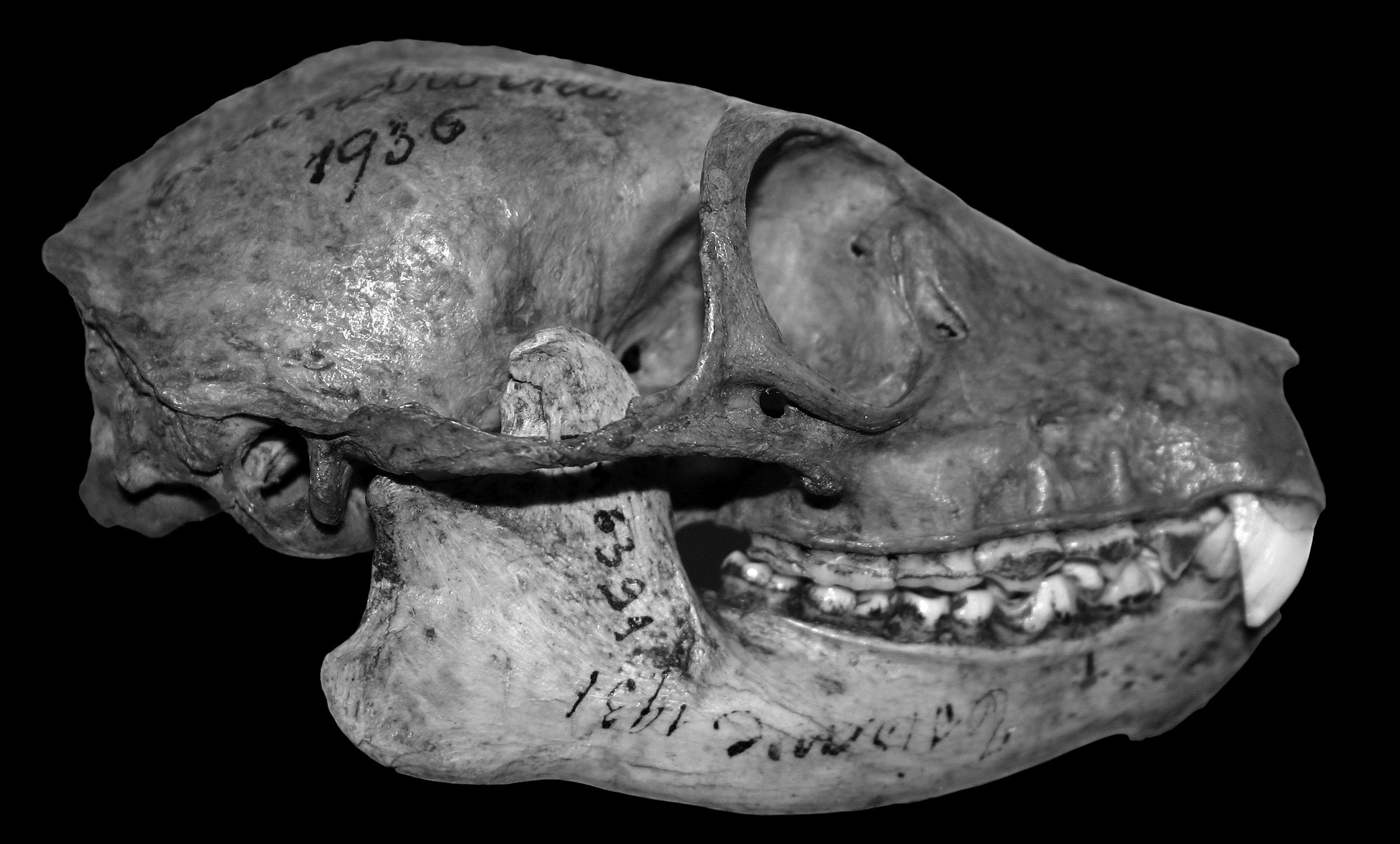
Schedel van Pachylemur insignis

## Uitsterven
De reden voor hun uitsterven kan worden gezocht in de jacht. Madagaskar werd 1500 jaar geleden door mensen gekoloniseerd, waarna vele diersoorten, waaronder vele grote primatensoorten, verdwenen. De bodembewonende leefwijze van Pachylemur heeft dit proces alleen maar bespoedigd.